# Tomonobu Hayakawa
Tomonobu Hayakawa (japanisch 早川 知伸 Hayakawa Tomonobu; * 11. Juli 1977 in der Präfektur Shizuoka) ist ein ehemaliger japanischer Fußballspieler.

## Karriere
Hayakawa erlernte das Fußballspielen in der Schulmannschaft der Shimizu Commercial High School und der Universitätsmannschaft der Juntendo-Universität. Seinen ersten Vertrag unterschrieb er 2000 bei den Urawa Reds. Der Verein spielte in der zweithöchsten Liga des Landes, der J2 League. 2000 wurde er mit dem Verein Vizemeister der J2 League und stieg in die J1 League auf. 2003 wechselte er zum Zweitligisten Yokohama FC. 2006 wurde er mit dem Verein Meister der J2 League und stieg in die J1 League auf. Am Ende der Saison 2007 stieg der Verein in die J2 League ab. Für den Verein absolvierte er 159 Spiele. Im August 2008 wurde er an den Erstligisten JEF United Chiba ausgeliehen. Für den Verein absolvierte er fünf Erstligaspiele. 2009 kehrte er zu Yokohama FC zurück. Für den Verein absolvierte er 59 Spiele. Ende 2010 beendete er seine Karriere als Fußballspieler.

## Erfolge
Urawa Reds
- J.League Cup

Finalist: 2002